# Gu Wenda
Gu Wenda est un artiste peintre contemporain chinois.

## Œuvres
- Mythos of Lost Dynasties - Modern Meaning of Totem and Taboo, 1986, (274,5 x 540 cm), monumentale encre sur papier (Ullens Center for Contemporary Art de Pékin)